# Černá skříňka (sociologie)

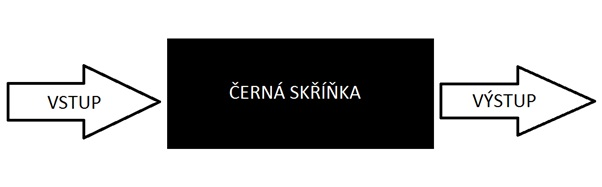
Schéma černé skříňky

Černá skříňka (angl. Black box) znamená v kybernetice, psychologii i sociologii systém, u kterého známe pouze vstupy a výstupy, ale nevíme nic o tom, co se děje uvnitř, čili jak hodnoty výstupů vznikají. O vnitřní organizaci daného systému se lze něco dozvědět jen soustavným zkoumáním výstupů pro možné hodnoty vstupů a toto chování černé skříňky popsat například tabulkou.
Z vědeckého hlediska je termín černá skříňka užíván v případě, kdy je předmětem zkoumání objekt, jehož vnitřní struktura se nachází mimo dosah výzkumníka. To může být následek tří příčin:
- nedostatek výchozích poznatků,
- omezené metodologické možnosti,
- specifika zadání výzkumné úlohy.[1]

Opakem černé skříňky je takzvaná bílá schránka. U tohoto typu systému je možné se podívat a prozkoumat vnitřní pochody a jak výstupy vznikají. Někdy se hovoří o tzv. šednutí černé skříňky. Jde o proces, kdy se dosud neznámé procesy stávají jasnými a původní čerň (neznámost) postupně šedne, až se vyjasní do podoby bílé schránky.

## Historie
Pojem Black box býval dříve užíván ve vojenské terminologii. Byl takto označován přístroj ukořistěný nepříteli, který ovšem není možné otevřít, protože existuje šance, že by mohl obsahovat nálož.
V roce 1947 se tento pojem začal používat pro popsání nepřístupného vnitřku navigačního přístroje. Toto užití se dále rozšířilo v 60. letech pro různě složité obvody v kybernetice.
Pojem černá skříňka uvedl do psychologie jako první behaviorista Burrhus Frederic Skinner v roce 1989 ve svém díle 'Recent Issues in the Analysis of Behavior'.. Skinner se zajímal o to, co se dělo kolem jednotlivce a jak okolí ovlivňovalo změny v jeho chování. Někdy tohoto jedince bral jako černou skříňku, přičemž jeho zájem byl pouze o to co se dělo kolem jedince a jaké byly jeho reakce. Cítil, že vše co se týká jeho pocitů je záležitostí mozkových procesů a ne psychologie. Tudíž tyto mozkové procesy byly pro něj černou skříňkou a které nemůžeme pozorovat.

## Teorie
Vzhledem k tomu, že černá skříňka je pojem určený pro systémy, o kterých nevíme jak vnitřně fungují, jediný způsob jak nalézt vztahy mezi vstupy a výstupy je pomocí provádění vícečetných experimentů. Z těchto experimentů, které zapříčiňují odezvy systému, můžeme vypozorovat určitou funkci, aniž bychom věděli, co se odehrává uvnitř systému. Tomuto náhledu na teorii černé skříňky se také někdy říká systémová teorie. Opakem této teorie je takzvaná teorie redukcionistická. Přístup této teorie spočívá v rozložení systému na jednotlivé části, jejich analýzou a následnou syntézou. Tento přístup se však ve většině případů nedá použít, neboť častokrát se jedná o systémy, které nelze rozložit.
V rámci této teorie se může stát, že známe část, či celou strukturu vnitřních pochodů systému. V takovémto případě bychom však neměli na tyto vědomosti brát ohled.
Pro behaviorismus je teorie černé skříňky výhodná k mentálním procesům, které jsou neuchopitelné a díky tomu velmi těžko vysvětlitelné pomocí behaviorální teorie.
Americký sociolog kanadského původu Erving Goffman (1922-1982) se problematikou černé skříňky zabývá rovněž ve svých úvahách o sociálním jednání v interakci s jinými (komunikaci), v knize 'Frame Analysis: An Essay on the Organization of Experience' (1974). Goffman ovšem s tímto modelem komunikace nesouhlasí a tvrdí, že jedinec je něco víc než jen pouhý nástroj na reakce – černá skříňka.

## Teorie sítí aktérů a černá skříňka (B. Latour)
Pojem černá skříňka nalezneme v tzv. teorii sítí aktérů ('Actor-Network Theory'), která je formulována francouzským sociologem a filosofem vědy Bruno Latourem.
Latour chápe realitu jako na síť, kde jak lidští tak nelidští aktéři (tzv. aktanti) zaujímají místa podle zásad vzájemné interakce. Nic se tudíž neděje ve vakuu, ale spíše pod vlivem velkého množství různých faktorů, aktérů a sítí. Odhalování těchto vztahů propojenosti, tzn. otevírání 'černých skříněk', a kdy se síť zviditelní i pod vlivem selhání některého konkrétního aktanta, se pak nazývá 'depunktualizace' (Latour 1999).
Bruno Latour se v rámci své teorie dívá na vědecké objekty a technologie jako na černou skříňku. Například již ve své knize 'Science in Action' (1987) Latour poukazuje na tzv. 'blackboxing' jako praktiku výzkumníků v rámci vývoje jejich vědeckých teorií.
V rámci této praktiky dochází k uzavření výzkumu vedeného na předchozích předpokladech do černé skříňky a dá se tím pádem použít pro další postup v budoucnu, bez námahy opakování tohoto výzkumu. (černá skříňka obsahuje další černé skříňky) Latour ve svém díle zdůrazňuje, že finální produkt by tudíž neměl býti objektem vědecké praxe a zkoumání, ale místo toho by sociální vědy měly zkoumat vědecké postupy již při začátku výzkumu ('vědu v akci'), předtím než se černá skříňka uzavře a zneprůhlední se celý proces, praktika, objekt (výzkum).

## Černá skříňka z pohledumarketingu
Pokud bychom se na černou skříňku podívali očima marketingu, chápali bychom ji “jako svět vzájemného působení spotřebních predispozic, situačních vlivů a kupního rozhodování, který se odehrává v psychice spotřebitele.” 

### Spotřební predispozice
Spotřební chování každého jedince je do určité míry předurčeno – jedinec je pre-disponován k určitému spotřebnímu chování.

### Sociální predispozice
Na spotřebitele působí jeho vazby a vztahy k různým sociálním skupinám, čím je spotřebiteli skupina “bližší”, tím je větší i její vliv, zpravidla se řadí mezi nejbližší sociální skupiny rodina.
Spotřební chování ovlivňují i velké sociální sekundární sociální skupiny (např. sociální třídy)

### Kulturní predispozice
Kultura je důležitá pro spotřební rozhodování v určitém kulturním prostoru. Český spotřebitel se k pivu “chová” jinak než spotřebitel francouzský.

### Kupní rozhodování
Výše zmíněné predispozice pak přímo zasahují do konkrétního kupního rozhodování.
Můžeme si to představit jako “hřiště”, na kterém se neustále odehrávají konkrétní rozhodovací procesy, které jsou spojené s uspokojováním různých aktuálních potřeb. Často se tyto procesy označují jako kupní rozhodovací procesy.
Většinou se kupní rozhodovací proces spotřebitele dělí do pěti částí/fází. Z čehož se první tři fáze odehrávají v rámci “černé skříňky”.
Začínají tím, že se v životě spotřebitele objeví problém (fáze 1), který má ovšem řešení s pomocí určitého spotřebního produktu. Poté přichází hledání informací potřebných k rozhodnutí (fáze 2), spotřebitel informace jistým způsobem vyhodnotí a vybírá z možných alternativ (fáze 3).

### Reakce – poslední dvě fáze kupního rozhodovacího procesu
Poslední dvě fáze jsou naplněním vlastní reakce spotřebitele: Své rozhodnutí realizuje nákupem, ale i jeho odmítnutím (fáze 4). Pokud výrobek koupil, použije jej k uspokojení dané potřeby. Je s ním pak do určité míry spokojen nebo nespokojen - ponákupní chování (fáze 5).